# Kiezgeschichten
Kiezgeschichten ist eine siebenteilige Familienserie von Rolf Gumlich und Jens-Peter Proll, die ab Oktober 1987 im DDR-Fernsehen lief.

## Handlung
Die Episoden ranken sich um die Bewohner der Griseldastraße 9 in Berlin. In mehreren Erzählsträngen, die sich immer wieder berühren, werden Geschichten um den Bauarbeiter Matti Wruck, seine Tante Marie Klamroth, den Schuster Botte Schulz, die hübsche Nachbarin Eva-Maria Otto und viele andere erzählt.

## Episoden
1. Der Neue aus Nummer 9
2. Ein ganz besonderer Tag
3. Unter Brüdern
4. Vertrauensbruch
5. Drunter und drüber
6. Heiratsanträge
7. Gehen und Kommen